# Koniferylalkohol
Koniferylalkohol, též koniferol je organická sloučenina, která patří mezi monolignoly. Je syntetizována v metabolismu fenylpropanoidů. Její kopolymerizací s příbuznými atromatickými sloučeninami vznikají lignin a lignany. Koniferin je glykosid koniferylalkoholu.
Koniferol je meziproduktem biosyntézy eugenolu, stilbenoidů a kumarinu. Ve významných množstvích se společně se svými estery nachází mimo jiné v pryskyřici benzoe, vyskytuje se však v mnoha krytosemenných i nahosemenných rostlinách. Sinapylalkohol a parakumarylalkohol, další dva ligninové monomery, se nacházejí v krytosemenných rostlinách.
Tato látka rovněž patří mezi feromony.